# Retzwiller
Retzwiller település Franciaországban, Haut-Rhin megyében. Lakosainak száma 694 fő (2022. január 1.). Retzwiller Wolfersdorf, Bréchaumont, Valdieu-Lutran, Manspach, Dannemarie, Elbach és Romagny községekkel határos.

## Népesség
A település népessége az elmúlt években az alábbi módon változott:
| Lakosok száma | 659  | 709  | 720  | 709  | 706  | 704  | 701  | 696  | 694  |
|               | 2013 | 2015 | 2016 | 2017 | 2018 | 2019 | 2020 | 2021 | 2022 |